# Anneli Drecker
Anneli Marian Drecker (* 12. Februar 1969 in Tromsø) ist eine deutsch-norwegische Sängerin und Mitglied der norwegischen Band Bel Canto sowie eine Schauspielerin. Sie ist die Tochter des aus Bielefeld stammenden Peter Drecker, der 1960 nach Norwegen auswanderte, und besitzt deshalb auch die deutsche Staatsangehörigkeit. 

## Leben und Wirken
Mit 16 gründete sie zusammen mit ihren Freunden Geir Jenssen und Nils Johansen die Band Bel Canto, welche bisher sechs Alben veröffentlicht hat. Im Jahr 2000 veröffentlichte sie ihr erstes Soloalbum Tundra. Das zweite Album Frolic erschien 2005 bisher nur in Norwegen. Am 24. April 2015 kam über Rune Grammofon das dritte Album Rocks & Straws auf den Markt.
Seit 1989 hat sie mit unterschiedlichen Künstlern wie beispielsweise Tsunematsu Matsui, Hector Zazou, Simon Raymonde, Jah Wobble, Ketil Bjørnstad, Röyksopp und a-ha zusammengearbeitet.
Drecker lebt mit Jon Marius Aareskjold zusammen; sie haben drei gemeinsame Kinder.

## Diskografie

### Alben
- Tundra (2000)
- Frolic (2005)
- Rocks & Straws (2015)
- A Suite of Poems (Duo-Album mit Kjetil Bjørnstad, ECM Records 2018)

### Singles
Tundra
- It’s All Here (2000)
- Sexy Love (2000)
- All I Know (2000)

Frolic
- Stop This (2005)
- You Don’t Have to Change (2005)

Rocks & Straws
- Circulating Light (2015)

### Mitwirkungen auf anderen Alben
- Song of Joy von Tsunematsu Matsui feat. Anneli Marian Drecker (1989)
- I’ll Strangle You von Hector Zazou featuring Anneli Drecker & Gérard Depardieu auf dem Album Sahara Blue (1992)
- Becoming More Like God von Jah Wobbles Invaders Of The Heart feat. Anneli Drecker auf dem Album Take Me To God (1994)
- The Golden Core von Motorpsycho auf dem Album Timothy’s Monster (1994)
- Monsoon Baby von Inoran featuring Anneli Drecker auf dem Album Sou (1997)
- Morning Glory mit Simon Raymonde für Tim Buckley Sing a Song for You (2000)
- Sparks von Röyksopp auf dem Album Melody A.M. (2001)
- Turn the Lights Down von a-ha auf dem Album Lifelines (2002)
- The Nest von Ketil Bjørnstad ("Special Guest Artist") (2003)
- Vision One, You Don’t Have a Clue und True to Life von Röyksopp auf dem Album Junior (2009)
- Grace, Gesang auf dem Album von Ketil Bjørnstad (2001)
- Hvalenes Sang, Oratorium von Ketil Bjørnstad (Gesang) (2010)
- Woman Care (verschiedene Interpreten) (Titel 4) Woman don't cry/Femme ne pleure pas (Titel 9) Lullaby/Berceuse (2005)